# کاری (قمر)
کاری (انگلیسی: Kari) یا Saturn XLV یک قمر طبیعی زحل است که توسط اسکات اس. شپرد، دیوید سی.جویت، جن کلینه، برایان جی.مارسدن در ۲۶ ژوئن ۲۰۰۶ با بررسی تصاویر گرفته شده در آوریل ۲۰۰۶ کشف شد.
قطر کاری حدود ۷ کیلومتر است و فاصله متوسط آن از زحل ۲۲٬۳۰۵٬۱۰۰ کیلومتر است و هر ۱۲۴۳٫۷۱ روز مدارش را می‌پیماید. انحراف مداری آن ۱۴۸٫۴ درجه نسبت به دایرةالبروج (و ۱۵۱٫۵ درجه نسبت به استوای زحل) است. این قمر مخالف‌گرد دور زحل می‌چرخد و خروج از مرکز مداری آن ۰٫۳۴۰۵ است.
نام این قمر در آوریل ۲۰۰۷ بر اساس کاری یک اسطوره در اسطوره‌شناسی اسکاندیناوی است.